# Siegfried Lenz
Siegfried Lenz (Lyck, 1926. március 17. – Hamburg, 2014. október 7.) német író, a háború utáni német irodalom egyik legismertebb szerzője.

## Élete
Az érettségi után 1943-ban haditengerészethez hívták be. Röviddel a háború vége előtt Dániában dezertált és rövid időre brit hadifogságba került. Egyetemi tanulmányait még 1945-ben elkezdte Hamburgban, filozófiát, angolt és germanisztikát tanult. Az egyetemet 1948-ban félbeszakította és beállt újságírónak a Die Welt című napilaphoz, ahol már 1950-ben szerkesztőként dolgozott. 1951 óta elsősorban regényírással foglalkozott és azóta is Hamburgban élt, ill. a dán Als szigeten. 1952-ben csatlakozott az ún. „Gruppe 47” irodalmi körhöz, később Günter Grasshoz hasonlóan aktívan támogatta Willy Brandt és az SPD (Német Szociáldemokrata Párt) politikáját. Számos díjjal kitüntették, többek között 1988-ban a Német Könyvkereskedők Békedíjával, mind Németországban, mind külföldön az egyik legismertebb német író.
Lenz elsősorban prózaíró, de regényei és elbeszélései mellett számos hangjátékot és drámát is szerzett. A Zeit der Schuldlosen (A bűntelenek ideje) az 50-es és 60-as évek németországi irodalmára jellemző egzisztencialista, a német bűn/bűnösség-problematikájával foglalkozó regények mintapéldánya.
Gyermekkorának kelet-porosz világába vezetnek korai elbeszélései, az egyik legismertebb So zärtlich war Suleyken (Oly gyengéd volt Suleyken). A Deutschstunde (Németóra) című művével egy csapásra ismertté vált. A regény részben a múlt irodalmi feldolgozása, másrészt kritikus szemmel néz a világháború utáni Németországra. Az elbeszélő visszaemlékezései az egész német társadalom emlékei egyben. A regénybeli apa rendőrként még régi barátjával szemben is érvényre szeretné juttatni a rá kirótt hivatásűzési tilalmat (A festő jellemzése Emil Noldéra emlékeztet). Kritikus visszatekintés, a jelen vizsgálata, elemzése jellemző Heimatmuseum és Exerzierplatz című regényére is, míg későbbi műveiben mint pl. Die Klangprobe vagy Die Auflehnung inkább általános emberi témák felé fordult. Évtizedes sikerének egyik kulcsa, hogy írásaiban nem kísérletezik formai újításokkal. Hagyományos realista elbeszélő, aki olvasóit morális problémákkal szembesíti.

## Legfontosabb művei
- Es waren Habichte in der Luft. Hamburg: Hoffmann und Campe, 1951
- Duell mit dem Schatten. Hamburg: Hoffmann und Campe, 1953
- So zärtlich war Suleyken: Masurische Geschichten (A bájos Suleyken - Mazuriai történetek). Hamburg: Hoffmann und Campe, (1955)
- Das schönste Fest der Welt, 1956
- Der Mann im Strom. [Hamburg]: Hoffmann und Campe, [1957]
- Jäger des Spotts: Geschichten aus dieser Zeit, 1958
- Brot und Spiele, 1959
- Zeit der Schuldlosen, 1961
- Stadtgespräch (Városszerte beszélik), 1963
- Deutschstunde (Németóra), 1968
- Das Vorbild (A példakép), 1973
- Der Geist der Mirabelle: Geschichten aus Bollerup, 1975
- Einstein überquert die Elbe bei Hamburg (Einstein Hamburgnál átkel az Elbán), 1975
- Heimatmuseum (Honismereti gyűjtemény), 1978
- Der Verlust (A veszteség), 1981
- Elfenbeinturm und Barrikade: Erfahrungen am Schreibtisch, 1983
- Ein Kriegsende, 1984
- Exerzierplatz (Gyakorlótér), 1985
- Das serbische Mädchen, 1987
- Zeit der Schuldlosen und andere Stücke, 1988
- Die Klangprobe, 1990
- Über das Gedächtnis (Beszédek és írások), 1992
- Die Auflehnung, 1994
- Ludmilla, 1996
- Über den Schmerz (Esszék), 1998
- Arnes Nachlaß (Arne hagyatéka), 1999
- Mutmaßungen über die Zukunft der Literatur, 2001
- Zaungast (Hét elbeszélés), 2002
- Der Ostertisch (Elbeszélés), 2009

## Magyarul
- Városszerte beszélik; ford. Keresztury Mária; Európa, Bp., 1965
- Németóra. Regény; ford. Bor Ambrus, bev. Pók Lajos; Magvető, Bp., 1971 (Világkönyvtár)
- A világítóhajó és más elbeszélések; vál. Győrffy Miklós, ford. Antal László et al.; Európa, Bp., 1973
- Városszerte beszélik... / Lehmann meséi...; ford. Keresztury Mária, Kovács Vera, utószó Gergely Erzsébet; Szépirodalmi, Bp., 1975 (Olcsó könyvtár)
- A példakép; ford. Bor Ambrus; Európa, Bp, 1976
- Einstein Hamburgnál átkel az Elbán. Elbeszélések; ford. Bendl Júlia et al.; Európa, Bp., 1979 (Európa zsebkönyvek)
- Honismereti gyűjtemény; ford. Bor Ambrus; Magvető, Bp., 1980 (Világkönyvtár)
- A veszteség; ford. Bor Ambrus; Magvető, Bp., 1983 (Rakéta Regénytár)
- A háborúnak vége volt...; ford. Monostory Klára, ill. Werner Klemke; Magyar Bibliofil Társaság, Bp., 1988
- Gyakorlótér. Regény; ford. Bor Ambrus; Európa, Bp., 1990
- Arne hagyatéka; ford. Kászonyi Ágota; Európa, Bp., 2001
- Gyászperc; ford. Tatár Sándor; Európa, Bp., 2010
- A bájos Suleyken. Mazuriai történetek; ford. Szalai Lajos; Cédrus Művészeti Alapítvány–Napkút, Bp., 2011
- A lotyószilva lelke. Történetek Bollerupból; ford. Szalai Lajos; Cédrus Művészeti Alapítvány–Napkút, Bp., 2012
- Héják a levegőben. Regény; ford. Szalai Lajos; Cédrus Művészeti Alapítvány–Napkút, Bp., 2014